# A State of Trance 2006
A State Of Trance 2006 Armin van Buuren holland lemezlovas mixlemeze, melyet először adott ki dupla lemez formában, 2006-ban. Az egyes számú CD „On the Beach” névre hallgat, és 13 szerzeményt tartalmaz. A második CD az „In the Club” címet viseli és megtalálható rajta a „Sail” című sláger is.

## Dalok listája

### Első Lemez
1. Mike Foyle - Shipwrecked (John O'Callaghan vs. Mike Foyle Club Mix)
2. Sunlounger - White Sand (DJ Shah's Original Mix)
3. Leon Bolier & Elsa Hill - No Need To Come Back (Vocal Mix)
4. Matthew Dekay - Timeless (Digifruitella dub)
5. Karen Overton - Your Loving Arms (Club Mix)
6. DJ Shah - Beautiful (Glimpse Of Heaven) (Long Island Dub)
7. Niyaz - Dilruba (Junkie XL Remix)”
8. Basic Perspective - Small Step On the Other Side (Elevation Remix)
9. Zirenz - Edge Of Space (Whiteroom Remix)
10. Jody Wisternoff - Cold Drink, Hot Girl (The Original Mix)
11. Incolumis - One With Sanctuary
12. Jose Amnesia vs. Shawn Mitiska - My All (Flash Brothers Remix)
13. Envio - For You (Outro Edit)

### Második Lemez
1. Arksun - Arisen
2. Fable - Above
3. John O’Callaghan & Bryon Kearney - Exactly
4. Kyau vs. Albert - Walk Down (KvA Club Mix)
5. Kuffdam & Plant - Dream Makers (Original Mix)
6. M.I.K.E. - Voices From The Inside (M.I.K.E.'s Progressiva Mix)
7. DJ Govenor - Red Woods
8. Kyau vs. Albert - Kiksu (Original Mix)
9. Hiroyuki Oda - Transmigration
10. Under Sun vs. Signum - Captured (Sebastian Brandt Remix)
11. Mannix vs. Kaymak - World Gone Mad
12. Stoneface & Terminal - Venus
13. Armin van Buuren - Control Freak (Sander van Doorn Remix)
14. Thomas Bronzwaer - Shadow World (Original Mix)
15. Giuseppe Ottaviani & Marc van Linden - Until Monday
16. Armin van Buuren - Sail